# Pterolophia pulchra
Pterolophia pulchra là một loài bọ cánh cứng trong họ Cerambycidae.